# Krzemieniewo (gmina)
Krzemieniewo – gmina wiejska w województwie wielkopolskim, w powiecie leszczyńskim. W latach 1975–1998 gmina położona była w województwie leszczyńskim.
Siedziba gminy to Krzemieniewo.
Według danych z 31 marca 2011 gmina liczyła 8421 mieszkańców.

## Struktura powierzchni
Według danych z roku 2010 gmina Krzemieniewo ma obszar 113,19 km², w tym:
- użytki rolne: 79%
- użytki leśne: 13%

Gmina stanowi 14,1% powierzchni powiatu.

## Demografia

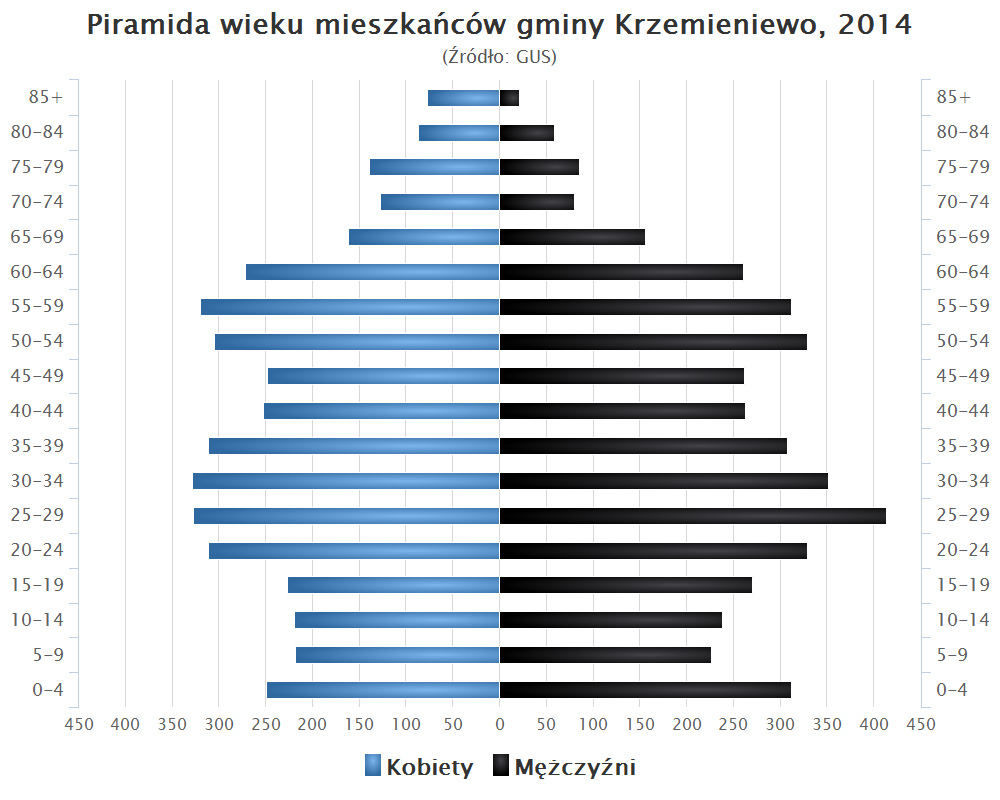
Piramida wieku mieszkańców gminy Krzemieniewo w 2014 roku

Dane z 2010 roku:
| Opis                              | Ogółem | Ogółem | Kobiety | Kobiety | Mężczyźni | Mężczyźni |
| --------------------------------- | ------ | ------ | ------- | ------- | --------- | --------- |
| jednostka                         | osób   | %      | osób    | %       | osób      | %         |
| populacja                         | 8495   | 100    | 4250    | 50      | 4245      | 50        |
| gęstość zaludnienia (mieszk./km²) | 75     | 75     | 37,5    | 37,5    | 37,5      | 37,5      |

## Sołectwa
Bielawy, Bojanice, Brylewo, Drobnin, Garzyn, Górzno, Hersztupowo, Karchowo, Kociugi, Krzemieniewo, Lubonia, Mierzejewo, Nowy Belęcin, Oporowo, Oporówko, Pawłowice, Stary Belęcin, Zbytki.

## Pozostałe miejscowości
Czarny Las, Grabówiec, Granicznik, Kałowo, Krzemieniewo (osada), Mały Dwór, Nadolnik, Wygoda.

## Sąsiednie gminy
Gostyń, Krzywiń, Osieczna, Poniec, Rydzyna